# いただきストリート3 億万長者にしてあげる! 〜家庭教師つき!〜
『いただきストリート3 億万長者にしてあげる! 〜家庭教師つき!〜』（いただきストリートスリー おくまんちょうじゃにしてあげる かていきょうしつき）は、2002年2月28日にエニックス（現・スクウェア・エニックス）が発売したボードゲーム。いただきストリートシリーズの第4作である。

## 概要
初めてマップが3Dとなり、マップ内の仕掛けも形状に変化をもたらすものが登場するなど大掛かりなものとなった。サブタイトルにある通り家庭教師が登場し、いただきストリートの基礎から応用までを手取り足取り教えてくれるので、初心者でも遊びやすいよう配慮がされている。また、この家庭教師にはシリーズで初めて声が当てられている。
この作品でも過去の作品で登場したマップが多数登場するが、全てをフリープレイで遊ぶにはトーナメントを勝ち抜かなくてはならない。キャラクターデザインは大川清介（家庭教師以外）、山崎太郎（家庭教師）。企画・監督は堀井雄二。なお、キャラクターは一新されている。
プログラム開発は、有限会社クレアテックおよび株式会社タムソフトが担当。AI部分の担当は、三村和成(開発当時は、有限会社クレアテック在籍。現 株式会社ビットダイバーズ代表取締役)が担当。

## 登場キャラクター
つらら - Bランク
15歳、B型。タイムスリップして戦国時代から現代にやってきたくのいち。コギャル口調で、ハンバーガーショップでアルバイトをしている。趣味は諜報活動。
今井 あゆみ（いまい あゆみ） - Aランク
12歳、O型。飛び級制度により高校に通っている天才少女。出身は札幌。趣味はテディベア収集。
イタロー - Aランク
作られてから5年（5歳?）、?型。種子島の研究所で、『いたスト』用に開発されたロボット。趣味はドラゴンクエスト。
霧崎 レイ（きりさき れい） - Aランク
27歳、B型。天才的なオペ技術を持つ女医でその腕は日本一と言われる。出身は横浜。趣味は切り刻むこと。
ガンダーラようこ - Cランク
29歳、AB型。OLから転職したという経歴を持つ女占い師。出身はヒマラヤ。趣味はインド舞踊。
四文字 伏次郎（しもんじ ふせじろう） - Cランク→Aランク
33歳、AB型。通称「シモンジ」。正義のヒーロー「ゴバイダー」に変身して悪の組織「イタストロン」と戦う熱い男。特殊な5倍買いセンスを持つ男。中盤以降になるとゴバイダーに変身して抜け目がなくなる。出身は福岡。趣味は変身とパトロール。
薪 くろうど（たきぎ くろうど） - Bランク
23歳、A型。和服を着こなしている金髪の狂言師。出身は京都。趣味は能面作り。
ツータン カーメン - Bランク
?歳、A型。ミイラ姿で現代に蘇った古代エジプトの王様。出身はエジプト。趣味はスカラベ収集。
経済怪獣カブラ（けいざいかいじゅうカブラ） - Dランク
1歳、?型。地下5,000メートルからやってきた謎の怪獣。学術名エコノミカブカイノドン。他人の株に相乗りする癖がある。趣味は経済新聞を食べること。
ネコブロ - Cランク
長男が三毛猫のマツノフ、次男がトラ猫のタケノフ、三男が黒猫のユメノフの野良猫のネコノフ三兄弟。出身は橋の下。趣味はアジ演説。
イケス家 サバ吉（いけすや さばきち） - Dランク
若狭湾で水揚げされた、人の言葉を話すサバ。趣味は演歌。
西園寺 さくらこ（さいおんじ さくらこ） - Sランク
22歳、A型。本作の隠れキャラで、『2』『ゴージャスキング』に登場したかおるこの妹。姉以上の戦術を駆使する唯一のSランクキャラクター。出身は田園調布。趣味は生け花と乗馬。
雨宮 さやか（あまみや さやか） - 家庭教師
家庭教師モードで登場する二人の家庭教師の一人で、本作の進行役も務める。19歳、O型。趣味は読書、料理、散歩。
雷門 ひかる（かみなりもん ひかる） - 家庭教師
家庭教師モードで登場する二人の家庭教師の一人。こちらは男性キャラ。21歳、B型。趣味はテニス、音楽鑑賞。
ホリデーモン - イベントキャラクター
チャンスカードで登場するイベントキャラクター。マップ上を移動し、通過した店を休日にしてしまう。
※『Special』、『ポータブル』ではベビーサタンが、『DS』ではジュゲムが同様の役として登場する。
マークエンジェル - イベントキャラクター
チャンスカードで登場するイベントキャラクター。プレイヤーが接触すると任意のマークを1つもらえる。
※『Special』、『ポータブル』ではエーコが、『DS』ではホイミンが同様の役として登場する。

## カジノ
ミニゲームをプレイすることができるマス。運が良ければお金や株、アイテムなどを手に入れることができる。カジノに止まったプレイヤーだけが挑戦できるゲームと、プレイヤー全員が挑戦できるゲームの2種類が用意されている。
ラッキーパネル
全員参加の神経衰弱。揃ったパネルはアイテムやお金が手に入るものと、お金を支払うことになるパネルが用意されている。
ハイ＆ロー
次に引くカードが、出されているカードよりも大きいか小さいかを当てるゲーム。当てる度にお金は倍々で増えていき、最高で1280Gになる。
わくわくロープ
全員参加。ロープを引くと、その先につながっているアイテムやお金が手に入る。

## CPUの戦略
高ランクの断続10株売りやCPU同士の取引などが復活し、総合的には前作GKよりもむしろ2に近くなっている。
5倍買いはレイ、さくらこがうまく独占阻止もしてくる。更に流動資金に余裕が出てくると全キャラ積極的に行ってくる。四文字に至っては流動資金に余裕もなく独占とは無関係なエリアまで手を出すことがある（おそらく強引な店数確保のためと思われる）。
増資レベルが格段に上がり、シリーズ屈指。暴落をさけるよう調整してくる。
またAIが作品中1番の欠陥で有り後半になるにつれてプレイヤーの店には止まらなくなる。
株購入はD・Cでインサイダー一辺倒、B・Aでややインサイダー重視、Sランクで完全に増資額のみで選ぶ（2のかおるこタイプ）という傾向になる。
Aランクから改築を行う。株を購入してコンビニ、弱ってくるとヘリポや税務署に改築する。
家庭教師モードでは「教えてもらう回数」「アドバイスに従った回数」「アドバイスに逆らった回数」により先生の好感度が変化する。好感度があるレベルまで到達すると先生の服装が変わる。